# Gustur Cahyo
Gustur Cahyo Putro (sinh ngày 11 tháng 1 năm 1997) là một cầu thủ bóng đá người Indonesia hiện tại thi đấu ở vị trí tiền vệ chạy cánh cho PSIS Semarang ở Liga 1.

## Sự nghiệp

### PPSM Magelang
Gustur bắt đầu sự nghiệp bóng đá với PPSM Magelang.

### PS TNI
Anh ra mắt tại Liga 1 ngày 17 tháng 4 năm 2017 và ghi 1 bàn thắng vào lưới Borneo FC.